# Doyerea emetocathartica
Doyerea es un género monotípico de plantas con flores perteneciente a la familia Cucurbitaceae. Su única especie: Doyerea emetocathartica, es originaria de América.

## Descripción
Son plantas trepadoras suavemente leñosas, perennes, con rizoma tuberoso y cáudice engrosado; tallos jóvenes herbáceos, cortamente pubescentes, tornándose suavemente leñosos y desarrollando una corteza delgada, gris a café; tallo principal hasta 35 cm de diámetro en la base; dioicas. Hojas simples, ovadas o reniformes, 3.5–14 cm de largo y 3.2–16 cm de ancho, cordadas, sinuado-denticuladas, escasamente pubescentes en la haz, gris-verdosas y suavemente tomentosas en el envés, no lobadas o corta a muy profundamente 3–5-palmatilobadas, el lobo central más grande, ampliamente triangular a ovado o elíptico, redondeado a agudo, cortamente acuminado, apiculado; pecíolos 1.5–8 cm de largo, finamente crespo-pubescentes; zarcillos no ramificados.
Flores estaminadas agrupadas en densos racimos o fascículos axilares o nodales, pedúnculos engrosados, 3–10 mm de largo, pedicelos hasta 1.5 mm de largo, hipanto obcónico, finamente pubescente, 1–1.5 mm de largo, sépalos 5, 1–1.5 mm de largo, corola cortamente gamopétala, pétalos 5, ovado-oblongos a ovado-lanceolados, amarillos o cremas, 1–1.5 mm de largo, estambres 3, insertos en la boca del hipanto, libres, tecas rectas; flores pistiladas subsésiles en fascículos densos, hipanto y perianto como en las flores estaminadas, ovario fusiforme, 2–3 mm de largo, escasamente pubescente, placentas 2, óvulos varios, horizontales, estigmas 2. Fruto ovoide-elipsoide o elipsoide-oblongo, 0.8–2 cm de largo y 0.4–0.7 cm de ancho, cortamente rostrado, verde a café con manchas más claras, tornándose rojo brillante cuando maduro, pedúnculo 1–2.5 mm de largo; semillas varias, asimétricamente ovoides o subpiriformes, 2.5–4.9 mm de largo, 2.3–3.4 mm de ancho y 1.7–2.6 mm de grueso, cafés.

## Distribución y hábitat
Es una especie poco común que se encuentra en los bosques secos, matorrales y pedregales, de la zonas norcentral y pacífica; a una altitud de 0–920 metros; fl may, fr dic; desde México a Venezuela, las Antillas. Género monotípico.

## Propiedades
En Yucatán se le usa contra la reuma, aunque también se le emplea para expulsar gases mediante una cocción de la raíz administrada por vía oral.

## Taxonomía
Doyerea emetocathartica fue descrita por Grosourdy ex Bello y publicado en El Médico Botánico Criollo 1(2): 338–339. 1864.
Sinonimia
- Anguria glomerata Eggers
- Anguriopsis margaritensis J.R.Johnst.
- Corallocarpus angosturensis (Grosourdy) V.M.Badillo
- Corallocarpus emetocatharticus (Grosourdy ex Bello) Cogn. ex T.Durand & Pittier
- Corallocarpus emetocatharticus var. gracilis Cogn.
- Corallocarpus glomeratus (Eggers) Cogn.
- Corallocarpus guatemalensis Standl. & Steyerm.
- Doyerea angosturensis Grosourdy
- Ibervillea guatemalensis (Standl. & Steyerm.) Kearns[5]